# Assen Karastoyanov
Assen (Asen) Pavlov Karastoyanov (født 3. juni 1893 i Samokov - død 8. september 1976 i Sofia, Bulgarien) var en bulgarsk komponist, forfatter, fløjtenist og lærer.
Karastoyanov studerede som ung først fløjte, bl.a. på højskole i Berlin, og studerede senere komposition på École Normale og Schola Cantorum i Paris, hos Paul Dukas og Paul le Flem. Han har skrevet 5 symfonier, orkesterværker, kammermusik, operaer, koncertmusik, balletmusik, korværker, kantater, klaverstykker, suiter etc. Karastoyanov underviste i musikteori på Musikkonservatoriet i Sofia. Han har også forfattet flere musikteoretiske værker og undervisnings bøger.

## Udvalgte værker
- Symfoni nr. 1 "Rudnicharska" (1934) - for orkester
- Symfoni nr. 2 "Donau" (1960) - for orkester
- Symfoni nr. 3 "Rhodope" (19?) - for orkester
- Symfoni nr. 4 "Proto Bulgarsk" (1974) - for orkester
- Symfoni overtager "John Kukuzel" (1939) - for tenor, blandet kor og orkester
- Patriotisk digt (1956) - for orkester